# Libertad Sunchales
Club Deportivo Libertad – argentyński klub piłkarski z siedzibą w mieście Sunchales, leżącym w prowincji Santa Fe.
Założony został 25 maja 1910 roku i gra obecnie w czwartej lidze argentyńskiej Torneo Argentino B.